# Stefan Bidziński (zm. 1704)
Stefan Bidziński herbu Janina (ur. ok. 1630, zm. 1 lutego 1704) – wojewoda sandomierski od 1697 roku, kasztelan sandomierski w latach 1685–1697, strażnik wielki koronny w latach 1668–1696, podstoli sandomierski w 1659 roku, pułkownik, skalski, starosta żarnowiecki w 1676 roku.

## Życiorys
Syn Jana i Zuzanny z Chyckich.
Uczył się w gimnazjum kalwińskim w Bełżycach w 1640 roku. Pochodził z Bidzin, był ich dziedzicem. 3 października 1655, podczas bitwy pod Wojniczem, uratował życie hetmanowi Stanisławowi Lanckorońskiemu. W 1662 r. jako porucznik dowodził niewielkim oddziałem, mającym ochraniać żywiecczyznę przed rabunkami, jakich dopuszczali się nieopłacani żołnierze tzw. „Związku Święconego”. Został jednak wkrótce stamtąd odwołany uniwersałem królewskim, jako że sam postępował gorzej od „Związkowych” i „...dosyć szkody i uciemiężenia w poddanych uczynił”. W 1664 roku podczas wojny z carem, wyprawił się aż pod Moskwę. W roku 1668 został strażnikiem wielkim koronnym oraz pułkownikiem. Potem walczył z Turkami. Ceniono go wysoko i powierzano mu najtrudniejsze zadania. W 1671 brał udział w Bitwie pod Kalnikiem i Bitwie pod Bracławiem.
Elektor Jana III Sobieskiego z województwa sandomierskiego w 1674 roku. Był jednym z najbliższych współpracowników Jana III Sobieskiego. W swych mowach sejmowych zagrzewał do starcia zbrojnego z paraliżującą rządy (liberum veto), a nawet działania zbrojne (Święta Liga), opozycją.
Wziął udział w wyprawie na czambuły tatarskie, podczas której w zwycięskiej bitwie pod Komarnem dowodził jedną z dwóch grup wojsk hetmana Sobieskiego. W bitwie pod Chocimiem spadł z koniem z naddniestrzańskiej skarpy, lecz przeżył. Poseł na sejm koronacyjny 1676 roku. Poseł sejmiku opatowsakiego na sejm 1677 roku. Był posłem na sejm 1678/1679 roku.
Na wyprawę wiedeńską wystawił chorągiew pancerną i wołoską oraz regiment dragonii. Pod Parkanami wdał się w niefortunną, przegraną bitwę. Był kandydatem na urząd hetmana. W 1685 r. otrzymał urząd kasztelana sandomierskiego, a w 1697 r. otrzymał urząd wojewody sandomierskiego.
Poseł sejmiku województwa sandomierskiego na sejm konwokacyjny 1696 roku. Był elektorem Augusta II Mocnego w 1697 roku z województwa sandomierskiego.
Cieszył się powszechnym szacunkiem. Ofiarował 100 000 zł na wykup jeńców z niewoli. Ufundował szpital oraz klasztor reformatów w Pińczowie. Po konwersji z kalwinizmu na katolicyzm stał się jego gorliwym wyznawcą, zwalczając swoich dawnych współwyznawców. Był towarzyszem broni i przyjacielem Wespazjana Kochowskiego.
Był właścicielem Bidzin w powiecie sandomierskim i Januszowic w powiecie wiślickim.

## Literatura dodatkowa
- Adam Boniecki: Herbarz polski: wiadomości historyczno-genealogiczne o rodach szlacheckich. Cz. 1. T. 1. Warszawa : Warszawskie Towarzystwo Akcyjne S. Orgelbranda S[yn]ów), 1899, s. 198.
- Kazimierz Piwarski: Bidziński Stefan. W: Polski Słownik Biograficzny. T. 2: Beyzym Jan – Brownsford Marja. Kraków: Polska Akademia Umiejętności – Skład Główny w Księgarniach Gebethnera i Wolffa, 1936, s. 20–22. Reprint: Zakład Narodowy im. Ossolińskich, Kraków 1989, ISBN 83-04-03291-0.